# クニグンデ (小惑星)
クニグンデ (936 Kunigunde) は小惑星帯に位置するテミス族のC型小惑星である。ハイデルベルクのケーニッヒシュトゥール天文台でカール・ラインムートによって発見された。
カトリック教会の聖人でもある、神聖ローマ皇帝ハインリヒ2世の皇后クニグンデにちなんで命名された。